# جيون سو-مي
جيون سو-مي (بالإنجليزية: Jeon So-mi؛ بالكورية: 전소미)، هي مغنية كندية كورية من مواليد 9 مارس 2001.

## النشأة والتعليم
لدى سومي ثلاثة جنسيات مُختلفة فوالدها ماثيو دوما هولندي-كندي، وأمها جيون سون كورية. لديها أيضا شقيقة صُغرى اسمها إيفلين تبلغُ ثماني سنوات. انتقلت عائلتها إلى كوريا الجنوبية عندما كانت تبلغ من العمر سنة واحدة. تعرضت سومي  للتنمر عندما كانت طفلة لكونها من أصل مختلط.
سومي هي حاملة حزام تايكواندو أسود من الدرجة الثالثة. في عام 2013، ظهرت في يوم الطفل الخاص من قناة KBS2 «ليتس قو! دريم تيم الموسم 2» كواحدة من مُمثلي فريق التايكواندو في مدرسة ميدونغ الابتدائية، حيث تم إقرانها مع بارك جون هيونغ.
في أغسطس 2014، قامت أمها وجدتها بظهور قصير في الحلقة 187 من «مرحباً أيها المستشار». كما لعبت دورا في فيلم «اود تو ماي فاذر» بجانبِ والدها وشقيقتها

## السيرة

### 2015-2016: سكستين، إنتاج 101 و I.O.I
أجرت سومي اختبار الدخول لشركة جي واي بي الترفيهية مرتين قَبل انضمامها إلى الشركة، واجتازتهُ  بعد أداء أغنية تو ني ون «لونلي». وبصفتها متدربة، ظهرت في الفيديو الموسيقي لفرقة قوت سفن ل «ستوب ستوب ات»  مع زميلاتها من المتدربات.
في مايو 2015،  شاركت سومي في البرنامج الواقعي للتشكيل فرقة الفتيات التابعة لشركة جي واي بي  تحتَ مُسمى «سكستين»، كانت المنافسة بين المشتركات ال15 على عدة مراحلة وفي كُل مرحلة هُنالك اقصاء حتى يكون عدد الباقيات تسعة لضمانِ موقعهن في الفرقة الجديدة التي ستطلق عام 2015 وألتي هي فرقةُ «توايس» الآن، ومع ذلك، تم اقصاء سومي في الجولة النهائية بسببِ أنها تحتاج إلى أن تنمو أكثر كمغنية وراقصة.

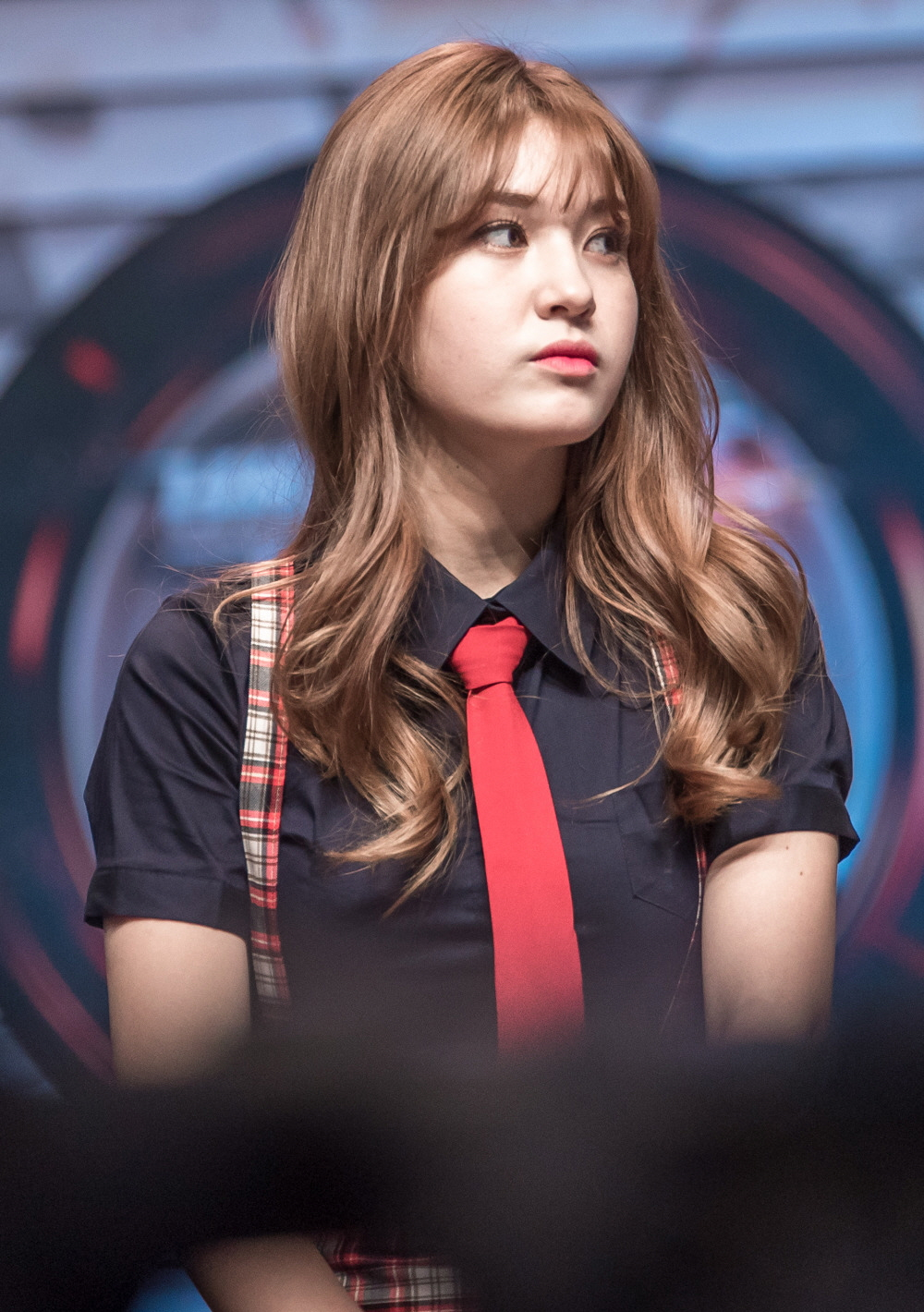
جيون سو مي في مايو 2016

في يناير 2016، مثلت سومي وكالة جي واي بي الترفيهية في ألبرنامجِ الواقعي إنتاج 101 وألتي أنهتهُ باحتلالها على المركز الأول بمجموعِ 858,333 صوتٍ ولاول مرة في 4 مايو، ترسمت كأيدول فتاة مع فرقة الفتيات I.O.I مع البوم كريساليز تَحت وكالة واي ام سي الترفيهية.
في 10 يونيو، كشفت شركة واي ام سي إنتيرتينمنت عن سومي كواحدة من السبعة أعضاء في ألفرقة الفرعية لI.O.I، وألتي قامت بالترويج لأغنية  «واتا مان» خلال صيف عام 2016. في 18 أغسطس، أُعلنَ أن سومي ستتعاون مع زميلاتها في الفريق وهن: تشوي يو جونغ وكيم تشونغ ها وعضوة ديا كي هوى هيون للأغنية الرقمية «فلور، ويند أند يو» التي أنتجها بوي بي.

### 2017 إلى الوقت الحاضر
في 9 يناير 2017، تم تأكيد أن سومي وقعت عقدا رسميا مع جي واي بي الترفيهية لبدء أنشطة منفردة مثل عروض متنوعة.
في 17 يناير، تم الأعلان أن سومي ستنضم إلى الموسم الثاني من برنامج «سيستر سلام دنك» كأصغر عضوة. وبعد يومين، شاركت في استضافة جوائز سيول الموسيقية السادسة والعشرون جنبا إلى جنب مع كم هي تشول وتاك جاي هون.
في 7 مارس، شارك الفنان ايريك نام صورة إعلان من تعاونه مع سومي من خلال قناته الشخصية على مواقع التواصل الأجتماعي. الأغنية ذات الطابع الهادئ والروك الخفيف، بعنوان «أنت، من؟»(Who,You) تم الإفراج عنه في 9 مارس الساعة 18:00 بتوقيت كوريا.
في أواخر مارس 2017، أصبحت سومي من طاقمِ برنامج «إيدول دراما أوبيراتيون تيم»، برنامج كي بي اس الترفيهيّ على شبكة الإنترنت يضم المغنيات الأيدولز الإناث كَكاتبات السيناريو والطاقم. لعبت دورا كطالبة في مدرسة ثانوية تُدعى بورام. وقد تم تصوير الفيلم النهائي في التاسع من مايو. وشكلنَ عضوات الفريق السبعة فرقة من الفتيات يطلق عليهن اسم «فتياتُ الباب المقابل - قيرل نيكست دور» وأصدرن أغنية واحدة كجزء من الموسيقى التصويرية للعرضِ. أغنية «العيون الزرقاء العميقة - بلو ديب ايز»، شارك في الكتابة والإنتاج عضو بي ون اي فور جينيونغ، تم إصدراها في 14 يونيو تحت وارنر ميوزك كوريا.
في 12 مايو، ظهرت سومي لأول مرة مع «أونيز»، كمشروعِ فرقة فتيات التي تم إنشاؤها من خلال سلسلة «سيستر سلام دانك». أصدرت الفرقة أغنيتين «صحيح؟» و «أغنية لا لا لا». تم نسبُ اسمها ككاتبة كلمات اغاني في عنوان أغنية «صحيح؟»، كما كتبت جزء الراب من الأغنية.
في 20 أغسطس، 2018 أصدرت شركة جي واي بي بياناً رسمياً على موقعها على الإنترنت أن سومي قد غادرت وأنهت عقدها مع الشركة.
وفي الشهر التالي، كشفت التقارير أنها وقعت عقداً حصريًا مع الشركة الفرعية لشركة وايجي THE BLACK LABEL التي يرأسها تيدي، حيث أصبحت فنانة منفردة ولديها اغنيتها "BIRTHDAY" وعودتها الجديدة "What You Waiting for".

## ديسوغرفيا

### الأغاني
| العنوان                                                                                          | السنة | التنصيف في المخططات | البيع (DL)         | الألبومات        |
| العنوان                                                                                          | السنة | KOR                 | البيع (DL)         | الألبومات        |
| ------------------------------------------------------------------------------------------------ | ----- | ------------------- | ------------------ | ---------------- |
| "Flower, Wind and You" (꽃, 바람 그리고 너) (with DIA's كي هوي-هيون، ويكي ميكي and كيم تشونغ ها) | 2016  | 42                  | - كوريا: 38,862+ - | Non-album single |
| "You, Who?" (유후) (with إيريك نام)                                                              | 2017  | 16                  | - كوريا: 191,765+  | Non-album single |

## فيلموغرافيا

### الأفلام
| السنة | العنوان          | الدور                              |
| ----- | ---------------- | ---------------------------------- |
| 2014  | Ode to My Father | ابنة يون ميك سون الأولى (ظهور خاص) |

### التلفاز

#### برامج واقعية ومتنوعة
| السنة      | العنوان                     | الشبكة  | الدور   | ملاحظات                  |
| ---------- | --------------------------- | ------- | ------- | ------------------------ |
| 2015       | Sixteen                     | Mnet    | متسابقة | أُقصت في المرحلة النهائية |
| 2016       | Produce 101                 | Mnet    | متسابقة | أحتلت المركز الأول       |
| 2016– 2017 | The Show                    | SBS MTV | مقدمة   | بجنابِ ووشين              |
| 2017       | Sister's Slam Dunk Season 2 | KBS2    | نفسها   | طاقم الأعضاء             |
| 2017       | Idol Drama Operation Team   | KBS     | نفسها   | طاقم الأعضاء             |

#### التقديم
| السنة | العنوان                 | الشبكة | ملاحظات                     |
| ----- | ----------------------- | ------ | --------------------------- |
| 2017  | 26th Seoul Music Awards | KBS N  | مع كيم هي تشول وتاك جاي هون |

## فيديوغرافي

### فيديوهات موسيقية
| السنة | العنوان            | ملاحظات                                      |
| ----- | ------------------ | -------------------------------------------- |
| 2016  | "Yum-Yum"          | CJ CheilJedang's Alaska Salmon - إعلان تجاري |
| 2017  | "You, Who?" (유후) | تعاون مع Eric Nam                            |
| 2017  | "Right?" (맞지?)   | مع Unnies                                    |

## صفقات
في أوائل يوليو 2017، أعلن أنتم اختيار سومي لأول بصفقة منفردة كعارضة لإعلان مشروبِ كوكا كولا للعلامة التجارية، فانتا. وذكرت كممثلة للشركة أنها تم اختيارها بسبب طاقتها المشرقة التي تناسب بشكل جيد مع صورة العلامة التجارية «فانتا».

## روابط خارجية
- جيون سومي على موقع ميوزك برينز (الإنجليزية)
- جيون سومي على موقع أول ميوزيك (الإنجليزية)
- جيون سومي على موقع ديسكوغز (الإنجليزية)

- الموقع الرسمي[1]

1. ↑  ":: Somi ::". somi.jype.com (بالكورية). Archived from the original on 2018-08-03. Retrieved 2017-08-21.